# 촌주
촌주(村主)는 대략 삼국 시대에서 고려 초에 이르는 동안 지방 사회의 통치에서, 그 지배 체제의 말단에 예속되어 촌락을 지배 통솔하던 토착 수장급(首長級)의 호칭이다.

## 개설
촌주의 연원은 고대 국가의 발전 과정에서 부족 사회의 크고 작은 촌락 집단을 이끌던 족장 세력을 정복 세력이 정치상의 중간 역할을 담당케 하면서, 그 세력에 흡수 편성됨으로써 비롯하였다.
신라의 경우, 역시 고대 국가의 출발기라 할 수 있는 눌지 마립간 때의 자료에 따르면, 그 옛 이름이라 할 수 있는 촌간(村干)이라는 명칭이 나타나고 있다. 그러나 그 제도적인 확립은 대략 신라의 집권적 체제가 일단 정비되는 법흥왕(法興王) 이후라고 생각되며, 현재 그에 대한 직접적인 자료는 진흥왕(振興王) 때의 금석문(金石文)에서 찾을 수 있다.
촌주는 시대의 진전에 따라 몇몇의 자연 촌락을 지배 통솔하는, 즉 지역촌의 촌주 형태를 띠었다. 그들의 사회적 지위는 전대(前代)의 족장적(族長的) 성격에 가까웠을 것으로 보이므로, 물론 지배 계층에 속할 것이지만, 중앙 귀족에 예속되는 것으로서 대략 중간 계층적인 위치였을 것으로 짐작된다.
대체로 삼국 시대까지는 특히 중앙의 지배 계층과 보다 엄격히 구분되었으리라고 생각되는데, 그들에게 적용되는 관계(官階)는 소위 ‘외위(外位)’라고 하여 중앙과는 별도로 책정되어 있었다.
그러나 문무왕(文武王)대 이후 중앙의 위계(位階)로 일원화하였으며, 골품 체제로서 신분상의 한계는 잔존하고 있었지만 경향(京鄕)의 구별은 완화된 듯하다. 골품 제도에서의 위치는 진촌주(眞村主)가 5두품(五頭品), 차촌주(次村主)가 4두품(四頭品)에 해당되고 있다.
임무는 대략 지방 사회의 행정은 물론 역역 동원(力役動員), 군사 통솔 등 지방사의 전반에 걸치는 것으로 후대의 향리(鄕吏)에 통하는 것이다. 그리고 후대 기인제(其人制)에 선행하는 상수리제(上守吏制)에 따라, 일정 기간 상경하여 중앙 하급 관부의 직역(職域)을 담당하기도 하였다.
경제적 기반은 초기에는 잘 알 수 없으나, 신라의 집권적 체제가 가장 절정에 달했던 8세기경에는 대략 19결(結) 정도의 토지를 촌주위전(村主位田)이라는 명목으로 받았다. 그러나 그들의 지방 사회에서의 현실적인 여건은 그 이상의 토호적(土豪的) 기반을 가졌을 것이다. 그런데 이러한 전통적 지방 사회의 토착 지배 세력이라는 성격은, 신라의 중앙 통제력이 해이해지면서 점차 독자적인 지역 세력으로 발전하였다.
대촌주 중에는 성주(城主)·장군(將軍)을 칭하는 자가 나오고, 군소 촌주는 그 관부(官府)에서 시랑(侍郞)·대감(大監) 등의 직책을 맡는 하나의 독립 세력, 즉 나말 여초(羅襪餘草)의 소위 호족 세력을 이루었다. 그리고 그러한 호족 연합이 고려 왕실을 중심으로 이루어져, 그들은 신생 고려 왕조의 주체 세력이 되었다. 그러나 다시 고려 왕조의 집권적 체제가 일단 정비되는 성종 때에 이르러서는 아직 중앙으로 진출하지 못했던 촌주의 후예(後裔)들이 향리로 재편성되었다. 그리고 명칭 또한 촌장(村長)·촌주(村主) 등으로 개명되었다.

## 같이 보기
- 호족